# Bonne Terre
Bonne Terre é uma cidade localizada no Estado americano de Missouri, no Condado de St. François.

## Demografia
Segundo o censo americano de 2000, a sua população era de 4039 habitantes. 
Em 2006, foi estimada uma população de 6563, um aumento de 2524 (62.5%).

## Geografia
De acordo com o United States Census Bureau tem uma área de 
10,7 km², dos quais 10,5 km² cobertos por terra e 0,2 km² cobertos por água. Bonne Terre localiza-se a aproximadamente 281 m acima do nível do mar.

## Localidades na vizinhança
O diagrama seguinte representa as localidades num raio de 16 km ao redor de Bonne Terre. 